# Wolen Siderow
Wolen Siderow (ur. 19 kwietnia 1956 w Jambole), bułgarski dziennikarz i polityk, założyciel i lider nacjonalistycznej partii Ataka. Znany z ostrej krytyki Unii Europejskiej oraz mniejszości seksualnych i etnicznych. Startował w wyborach prezydenckich w 2006 roku. W drugiej rundzie przegrał z urzędującym prezydentem Georgi Pyrwanowem.

## Kariera dziennikarza
Do 1989 roku pracował w Narodowym Muzeum Literatury. Po upadku komunizmu został członkiem Ruchu na Rzecz Praw Człowieka oraz redaktorem naczelnym pisma Demokracja, oficjalnego periodyku Partii Demokratycznej. W 1992 roku niespodziewanie zwolniono go z pracy. Datę tę uznaje się często za przełom w światopoglądzie politycznym Siderowa.
Niedługo później został zatrudniony w Monitorze, piśmie głoszącym poglądy konserwatywno-nacjonalistyczne. Pracował w nim do 2003 roku, kiedy zaczął prowadzić autorski program w telewizji SKAT pt. Ataka. Dzięki bezkompromisowej krytyce elit politycznych, którym zarzucał korupcję i uznawanie interesów mniejszości etnicznych ponad narodowe, zyskał dużą popularność. W latach 90. był także rzecznikiem prasowym biznesmena Saszo Donczewa, jednego z liderów rynku gazowego w Bułgarii.

## Kariera polityczna
Przed wyborami parlamentarnymi w 2005 roku założył Atakę, partię skupiającą mniejsze organizacje o poglądach skrajnie prawicowych. Niespodziewanie koalicja zdobyła 8,14% głosów, co oznaczało czwarty wynik w kraju.
Na przełomie lipca i marca 2006 roku popularność Ataki zaczęła rosnąć; w sondażach od tego czasu niezmiennie zajmuje drugie miejsce po rządzącej Bułgarskiej Partii Socjalistycznej. Siderow wówczas nasilił ataki na mniejszości etniczne, głównie turecką i romską, które uznaje za winne nie najlepszej sytuacji gospodarczej kraju. 3 marca 2006 roku w Sofii zorganizował wiec, na który zjechało ponad 50 tysięcy ludzi. Podkreślił na nim swoją niechęć do mniejszości i Unii Europejskiej oraz zażądał wycofania wojsk bułgarskich z Iraku.
Wystartował w wyborach prezydenckich w 2006 roku. W pierwszej turze wyborów zdobył 21,5% głosów, co oznaczało drugi wynik w kraju i przejście do drugiej tury, w której 29 października przegrał z urzędującym prezydentem Georgi Pyrwanowem.

## Kontrowersje
- 7 kwietnia 2006 roku samochód Siderowa, którym podróżowali także Liubomir Bakyrdżiew (szofer) i Paweł Czernew, zderzył się z innym autem. Lider Ataki uznał, że był to zamach na jego życie i namówił swojego szofera, by ten przebił opony owego auta (aby uniemożliwić mu ucieczkę) oraz uderzył jego kierowcę. Później Siderow usiłował nakłonić Czernewa, by ten wziął na siebie winę za incydent i uchronił w ten sposób Bakyrdżiewa, nad którym ciążą wyroki w zawieszeniu, przed postępowaniem sądowym. Czernew początkowo zgodził się, ale po kilku dniach zmienił zeznania i obciążył Bakyrdżiewa[1]. Siderow został oskarżony o nakłanianie do fałszywych zeznań. W czerwcu 2006 roku Zgromadzenie Narodowe pozbawiło Siderowa immunitetu poselskiego i sąd wszczął postępowanie w tej sprawie.
- Siderow znany jest ze swojego agresywnego zachowania w stosunku do Turków i Romów. Członkowie jego partii, zasiadający w Parlamencie Europejskim, byli wielokrotnie karani za rasistowskie i ksenofobiczne wypowiedzi[potrzebny przypis].